# Discografia de Selena
A discografia de Selena, uma cantora mexicana-americana de pop Tejano, consiste em treze álbuns de estúdio, noventa e cinco singles, e treze DVDs na Freddie Records, Face Records, GP Productions e EMI Latin Records.
O álbum de estréia intitulado de Selena y Los Dinos, foi lançado sob o título Freddie Records em 1984. Em 1985, Selena foi retirada da Freddie Records, depois de vender mais de 5.000 cópias e vendendo três singles Tres Veces No, Se Acabo Aquel Amor e Ya Se Va. Em 1985, entrou na Face Records e lançou seu segundo álbum independente, The New Girl in Town, que não vendeu muito devido aos direitos legais das músicas gravadas para o álbum. Em 1986, Selena foi para GP Produções e lançou mais cinco álbuns, onde vendeu mais de 200.000 cópias e produziu mais de vinte singles.
Em 1989, Selena lançou seu primeiro álbum com a EMI latina, que foi um álbum auto-intitulado. No ano seguinte, lançou  Ven Conmigo, que foi o primeiro álbum a ser de ouro, certificado pela RIAA. Em 1992, Selena lançou Entre A Mi Mundo, desse álbum, "Como La Flor" e "La Caracha" que fez Selena alcançar a #1 na Billboard nos Estados Unidos.
Em 1993, lançou Live! que ganhou o Grammy Award de "Melhor Álbum Mexicano-Americana". Em 1994, Selena lançado "Amor Prohibido", que se tornou "Álbum Latino mais vendidos de todos os tempos" para a venda de mais de 22 milhões de cópias em todo o mundo.
Em 1995, meses após a sua trágica morte, a gravadora lançou álbum de Selena Dreaming of You, que ela estava trabalhando, no momento de sua morte. O álbu foi lançado em mais de 39 países e vendeu mais de 800.000 cópias no primeiro dia. Em 2010, o álbum já vendeu mais de 35 milhões de cópias no mundo inteiro.
Após sua morte, sua família juntamente com a EMI, laçaram álbuns e compilações, entre eles: Movie Soundtrack (1997, do filme Selena), Todos Mis Exitos (1998-1999), The Last Concert (2001), Ones (2002), Unforgettable (2005), La Leyenda (2010), The Series Soundtrack (2020-2021, da série da Netflix Selena)), entre outros.

## Álbuns

### Independente
| Informações do álbum                                                       |
| -------------------------------------------------------------------------- |
| Selena Y Los Dinos - - Lançado em: 16 de julho, 1984 (E.U.), 1995 (México) |
| The New Girl in Town - - Lançado em: 1985                                  |
| Alpha - - Lançado em: 1986                                                 |
| Munequito De Trapo - - Lançado em: 1987                                    |
| And The Winner Is... - - Lançado em: 1987                                  |
| Preciosa - - Lançado em: 1988                                              |
| Dulce Amor - - Lançado em: 1988                                            |

### Studio Albums (EMI)
| Ano  | Detalhes do Álbum | Posições nos gráficos | Posições nos gráficos | Posições nos gráficos              | Certifications (sales thresholds) | Sales                                         |
| Ano  | Detalhes do Álbum | US                    | US Latin Albums       | Billboard: Regional Mexican Albums | Certifications (sales thresholds) | Sales                                         |
| ---- | --- | --------------------- | --------------------- | ---------------------------------- | --- | --------------------------------------------- |
| 1989 | Selena - Lançado em: 1989 (E.U.), 1989 (México) - Label: EMI (Latin) - Formats: CD, LP, Cassette                                                          | -                     | -                     | 7                                  | | - Mexico: 100.000+ - US: 150.000+             |
| 1990 | Ven Conmigo - Released: 6 de outubro de 1990 - Label: EMI (Latin) - Formats: CD, LP, Cassette                                                             | -                     | -                     | 3                                  | - US: 2x Platinum (Certification type: Latin) | - US: 400.000+                                |
| 1990 | Selena Live! - Lançado em: 8 de maio de 1993 - Label: EMI (Latin) - Formats: CD, LP, Cassette                                                             | 79                    | 2                     | 1                                  | - US: Gold (Certification type: Standard) | - US: 500.000+ - Vendas Totais: 3.800.000+    |
| 1990 | Entre A Mi Mundo - Lançado em: 6 de maio de 1992 - Label: EMI (Latin) - Formats: CD, LP, Cassette                                                         | 97                    | 4                     | 1                                  | - US: 6x Platinum (Certification type: Latin) | - US: 1,200,000+ - Vendas Totais: 3.000.000+  |
| 1992 | Baila Esta Cumbia - Lançado em: 1992 (México) - Label: EMI (Latin) - Formats: CD, LP, Cassette                                                            | -                     | -                     | -                                  | - Mexico: 4x Platinum | - Mexico: 800.000+                            |
| 1993 | Quiero - Lançado em: 1993 (México) - Label: EMI (Latin) - Formats: CD, LP, Cassette                                                                       | -                     | -                     | -                                  | - Mexico: 5x Gold+ 2x Platinum | - Mexico: 900.000+                            |
| 1994 | Amor Prohibido - Released: abril de 1994 (México), 23 mar de 1994 (E.U.), World: 12 mar de 1997 - Label: EMI Music - Formats: CD, LP, Cassette, Streaming | 10                    | 1                     | 1                                  | - US: 20x Platinum (Certification type: Latin) - Mexico: 33x Platinum - Europa: 12x Gold+ 16x Platinum - America do Sul: 35x Platinum - Asia: 12x Gold + 3x Platinum  | - US: 2,000,000+ - Vendas Totais: 22.000.000+ |
| 1995 | Dreaming Of You - Released: 18 jul de 1995, World: 13 out 1995 World: 12 mar de 1997 - Label: EMI Music - Formats: CD, LP, Cassette, Streaming            | 1                     | 1                     | 1                                  | - US: 35x Platinum (Certification type: Latin) - Mexico: 43x Platinum - Europa: 22x Gold+ 26x Platinum - America do Sul: 55x Platinum - Asia: 19x Gold + 12x Platinum | - US: 3.500.000+ - Vendas Totais: 35.000.000+ |

### Póstumas álbuns de estúdio (EMI)
| Ano  | Detalhes do Álbum | Posições nos gráficos | Posições nos gráficos | Posições nos gráficos              | Certifications (sales thresholds)              | Sales            |
| Ano  | Detalhes do Álbum | US                    | US Latin Albums       | Billboard: Regional Mexican Albums | Certifications (sales thresholds)              | Sales            |
| ---- | --- | --------------------- | --------------------- | ---------------------------------- | ---------------------------------------------- | ---------------- |
| 1995 | Dreaming of You - Lançado em: 18 de julho de 1995 (E.U.), Agosto de 1995 (México), - Label: EMI (Latin) - Formats: CD, LP, Cassette | 1                     | 1                     | -                                  | - US: 35x Platinum (Certification type: Latin) | - US: 3,500,000+ |
| 1997 | The Movie Soundtrack - Lançado em: 11 de março de 1997 - Label: EMI (Latin) - Formats: CD, LP, Cassette                             | 7                     | -                     | -                                  | - US: Platinum (Certification type: Standard)  | - US: 1,000,000+ |
| 2001 | The Last Concert - Lançado em: 27 de março de 2001 - Label: EMI (Latin) - Formats: CD, Cassette                                     | 176                   | 2                     | -                                  | - US: Platinum (Certification type: Latin)     | - US: 200,000+   |
| 2005 | Selena ¡VIVE! - Lançado em: 10 de maio de 2005 - Label: EMI (Latin) - Formats: CD                                                   | -                     | -                     | -                                  |                                                |                  |

### Compilations
| Ano  | Detalhes do Álbum | Posições nos gráficos | Posições nos gráficos | Posições nos gráficos              | Certifications (sales thresholds)             | Sales            |
| Ano  | Detalhes do Álbum | US                    | US Latin Albums       | Billboard: Regional Mexican Albums | Certifications (sales thresholds)             | Sales            |
| ---- | --- | --------------------- | --------------------- | ---------------------------------- | --------------------------------------------- | ---------------- |
| 1990 | Mis Primeros Éxitos (My First Hits) - Lançado em: 3 de março de 1990 - Label: EMI (Latin) - Formats: CD, LP, Cassette          | -                     | -                     | -                                  |                                               |                  |
| 1990 | Personal Best - Lançado em: 1 de julho de 1991 - Label: EMI (Latin) - Formats: CD, LP, Cassette                                | -                     | -                     | -                                  |                                               |                  |
| 1992 | Selena Y Emilio - Entertainers of The Year - Lançado em: 1 de janeiro de 1992 - Label: EMI (Latin) - Formats: CD, LP, Cassette | -                     | -                     | -                                  |                                               |                  |
| 1990 | 17 Super Exitos (17 Super Hits) - Lançado em: 1992 - Label: EMI (Latin) - Formats: CD, LP, Cassette                            | -                     | -                     | -                                  | - US: 6x Platinum (Certification type: Latin) | - US: 1,200,000+ |
| 1993 | Grandes Éxitos (Greatest Hits) - Lançado em: 1993 - Label: EMI (Latin) - Formats: CD, LP, Cassette                             | -                     | -                     | -                                  |                                               |                  |
| 1994 | Selena - Lançado em: 1994 - Label: EMI (Latin) - Formats: CD, Cassette                                                         | -                     | -                     | -                                  |                                               |                  |
| 1994 | Selena Y Los Barrio Boyzz - 10 Super Exitos - Lançado em: 1994 - Label: EMI (Latin) - Formats: CD, Cassette                    | -                     | -                     | -                                  |                                               |                  |
| 1994 | 12 Super Exitos (12 Super Hits) - Lançado em: 18 de outubro de 1994 - Label: EMI (Latin) - Formats: CD, LP, Cassette           | 64                    | 2                     | 2                                  | - US: Gold (Certification type: Standard)     | - US: 500,000+   |

### Posthumous Compilations
| Ano  | Detalhes do Álbum | Posições nos gráficos | Posições nos gráficos | Posições nos gráficos              | Certifications (sales thresholds)             | Sales            |
| Ano  | Detalhes do Álbum | US                    | US Latin Albums       | Billboard: Regional Mexican Albums | Certifications (sales thresholds)             | Sales            |
| ---- | --- | --------------------- | --------------------- | ---------------------------------- | --------------------------------------------- | ---------------- |
| 1995 | Las Reinas Del Pueblo ("The Queens of the People") - Lançado em: 1995 - Label: EMI (Latin) - Formats: CD, LP, Cassette | 147                   | 5                     | 5                                  |                                               |                  |
| 1996 | Exitos y Recuerdos (Hits and Memories) - Lançado em: 1996 - Label: EMI (Latin) - Formats: CD, Cassette                 | -                     | 13                    | 7                                  |                                               |                  |
| 1996 | Siempre Selena (Selena Forever) - Lançado em: 1996 - Label: EMI (Latin) - Formats: CD, LP, Cassette                    | 82                    | 1                     | 1                                  | - US: 2x Platinum (Certification type: Latin) | - US: 400,000+   |
| 1998 | Anthology - Lançado em: 1998 - Label: EMI (Latin) - Formats: CD, Cassette                                              | 131                   | 1                     | 1                                  | - US: 6x Platinum (Certification type: Latin) | - US: 1,200,000+ |
| 1999 | All My Hits Vol.1 - Lançado em: 1999 - Label: EMI (Latin) - Formats: CD, Cassette                                      | 54                    | 1                     | 1                                  | - US: 6x Platinum (Certification type: Latin) | - US: 1,200,000+ |
| 2000 | All My Hits Vol. 2 - Lançado em: 2000 - Label: EMI (Latin) - Formats: CD, Cassette                                     | 149                   | 1                     | 1                                  | - US: 2x Platinum (Certification type: Latin) | - US: 400,000+   |
| 2002 | Ones - Lançado em: 2002 - Label: EMI (Latin) - Formats: CD, Cassette                                                   | 159                   | 4                     | -                                  | - US: 5x Platinum (Certification type: Latin) | - US: 500,000+   |
| 2003 | Greatest Hits - Lançado em: 2003 - Label: EMI (Latin) - Formats: CD                                                    | 117                   | -                     | -                                  |                                               |                  |
| 2004 | Momentos Intimos (Intimate Moments) - Lançado em: 2004 - Label: EMI (Latin) - Formats: CD                              | -                     | 11                    | 7                                  |                                               |                  |
| 2005 | Unforgettable - Lançado em: 2005 - Label: EMI (Latin) - Formats: CD                                                    | -                     | 26                    | 14                                 |                                               |                  |
| 2005 | Unforgettable - Lançado em: 2005 - Label: EMI (Latin) - Formats: CD                                                    | -                     | 17                    | 7                                  |                                               |                  |
| 2005 | Unforgettable: Special Edition - Lançado em: 2005 - Label: EMI (Latin) - Formats: CD                                   | -                     | 18                    | 8                                  |                                               |                  |
| 2006 | Dos Historias (Two Histories) - Lançado em: 2006 - Label: EMI (Latin) - Formats: CD                                    | -                     | 21                    | 3                                  |                                               |                  |
| 2007 | Through The Years/A Traves de los Años - Lançado em: 2007 - Label: EMI (Latin) - Formats: CD                           | -                     | 28                    | 13                                 |                                               |                  |
| 2005 | Unforgettable: The Live Album - Lançado em: 2005 - Label: EMI (Latin) - Formats: CD                                    | -                     | 26                    | 14                                 |                                               |                  |
| 2005 | Unforgettable: The Studio Album - Lançado em: 2005 - Label: EMI (Latin) - Formats: CD                                  | -                     | 17                    | 7                                  |                                               |                  |
| 2005 | Unforgettable: Special Edition - Lançado em: 2005 - Label: EMI (Latin) - Formats: CD                                   | -                     | 18                    | 8                                  |                                               |                  |
| 2006 | Dos Historias (Two Histories) - Lançado em: 2006 - Label: EMI (Latin) - Formats: CD                                    | -                     | 21                    | 3                                  |                                               |                  |
| 2007 | Through The Years/A Traves de los Años - Lançado em: 2007 - Label: EMI (Latin) - Formats: CD                           | -                     | 28                    | 13                                 |                                               |                  |
| 2010 | La Leyenda (The Legend) (2 Disc) - Lançado em: 2010 - Label: EMI (Latin) - Formats: CD,                                | -                     | 7                     | 4                                  |                                               |                  |

## Turnês
| Ano  | Número de Shows | Título                | Formatos |
| ---- | --------------- | --------------------- | -------- |
| 1990 | 10              | Ven Conmigo Live Tour |          |
| 1992 | 22              | Entre A Mi Mundo Tour |          |
| 1993 | 13              | Selena Live! Tour     | TV       |
| 1994 | 45              | Amor Prohibido Tour   | TV, DVD  |